# Burundi ai Giochi della XXXI Olimpiade
Il Burundi ha partecipato ai Giochi della XXXI Olimpiade, che si sono svolti a Rio de Janeiro, Brasile, dal 5 al 21 agosto 2016 con nove atleti, cinque uomini e quattro donne, impegnati in tre discipline. 
Portabandiera alla cerimonia di apertura è stato il mezzofondista Olivier Irabaruta.
Si è trattato della sesta partecipazione del Burundi alle Olimpiadi.
Francine Niyonsaba ha conquistato la seconda medaglia nella storia dei Giochi per il Burundi, la prima per una donna, venti anni dopo l'oro di Vénuste Niyongabo.

## Medaglie

### Medagliere per disciplina
| Sport    | Oro | Argento | Bronzo | Totale |
| -------- | --- | ------- | ------ | ------ |
| Atletica | 0   | 1       | 0      | 1      |
| Totale   | 0   | 1       | 0      | 1      |

### Medaglie d'argento
| Medaglia | Nome               | Sport    | Evento      |
| -------- | ------------------ | -------- | ----------- |
| Argento  | Francine Niyonsaba | Atletica | 800 m piani |

## Risultati

### Atletica
Maschile
Eventi su pista e strada
| Atleta                      | Evento        | Batteria  | Batteria  | Semifinale      | Semifinale      | Finale          | Finale          |
| Atleta                      | Evento        | Risultato | Posizione | Risultato       | Posizione       | Risultato       | Posizione       |
| --------------------------- | ------------- | --------- | --------- | --------------- | --------------- | --------------- | --------------- |
| Antoine Gakeme              | 800 m piani   | 1:47.46   | 6         | non qualificato | non qualificato | non qualificato | non qualificato |
| Olivier Irabaruta           | 800 m piani   | 13:44.08  | 17        | N.D.            | N.D.            | non qualificato | non qualificato |
| Olivier Irabaruta           | 10000 m piani | N.D.      | N.D.      | N.D.            | N.D.            | 28:32.75        | 27              |
| Pierre-Célestin Nihorimbere | Maratona      | N.D.      | N.D.      | N.D.            | N.D.            | 2:29:38         | 115             |
| Abraham Niyonkuru           | Maratona      | N.D.      | N.D.      | N.D.            | N.D.            | DNF             | DNF             |

Femminile
Eventi su pista e strada
| Atleta             | Evento        | Batteria  | Batteria  | Semifinale | Semifinale | Finale      | Finale    |
| Atleta             | Evento        | Risultato | Posizione | Risultato  | Posizione  | Risultato   | Posizione |
| ------------------ | ------------- | --------- | --------- | ---------- | ---------- | ----------- | --------- |
| Francine Niyonsaba | 800 m piani   | 1:59.84   | 1 Q       | 1:59.59    | 2 Q        | 1:56.49     | Argento   |
| Diane Nukuri       | 10000 m piani | N.D.      | N.D.      | N.D.       | N.D.       | 31:28.69 NR | 13        |

### Judo
Femminile
| Atleta             | Evento | Preliminari          | 16-esimi                   | Ottavi               | Quarti               | Semifinali           | Ripescaggio          | Med. bronzo          | Finale               | Posizione |
| Atleta             | Evento | Avversario Risultato | Avversario Risultato       | Avversario Risultato | Avversario Risultato | Avversario Risultato | Avversario Risultato | Avversario Risultato | Avversario Risultato | Posizione |
| ------------------ | ------ | -------------------- | -------------------------- | -------------------- | -------------------- | -------------------- | -------------------- | -------------------- | -------------------- | --------- |
| Antoinette Gasongo | -52 kg | N.D.                 | J. Ramos (POR) P (000-102) | non qualificata      | non qualificata      | non qualificata      | non qualificata      | non qualificata      | non qualificata      | 17°       |

### Nuoto
| Atleta              | Evento            | Batterie | Batterie  | Semifinali  | Semifinali  | Finale      | Finale      |
| Atleta              | Evento            | Tempo    | Posizione | Tempo       | Posizione   | Tempo       | Posizione   |
| ------------------- | ----------------- | -------- | --------- | ----------- | ----------- | ----------- | ----------- |
| Billy-Scott Irakose | 50 m stile libero | 22"27    | 25º       | non qualif. | non qualif. | non qualif. | non qualif. |
| Elsie Uwamahoro     | 50 m stile libero | 49"20    | 31º       | non qualif. | non qualif. | non qualif. | non qualif. |